# Intergraph
Intergraph war ein US-amerikanisches Softwareunternehmen im Segment Spatial Information Management (SIM, fachsprachlich für raumbezogenes Informationsmanagement), öffentliche Sicherheit, Geoinformationssysteme (GIS) sowie Anlagenbau und Verfahrenstechnik mit Hauptsitz in Huntsville, Alabama in den USA. 
Im Juli 2010 wurde Intergraph zum Preis von ca. 2,1 Mrd. US-Dollar von Hexagon AB aus Schweden aufgekauft. Seit 2017 wird der Name Intergraph nicht mehr verwendet.

## Geschichte
Intergraph existierte seit 1969 in den USA, seit 1978 in Deutschland und wurde mit dem ursprünglichen Ziel gegründet, komplexe Daten in verständlicher und praktikabler Weise zu verwalten und zu visualisieren um operative Entscheidungen besser und schneller fällen zu können, „intelligente Karten“ zu erzeugen, aufgabenbezogene Betriebseinrichtungen und Infrastrukturen zu verwalten, Anlagen und Schiffe zu bauen und zu betreiben sowie Einsatzleitsysteme zu betreiben und öffentliche Sicherheit zu gewährleisten.
Im Juni 2017 wurde der Geschäftsbereich Intergraph Process, Power & Marine in Hexagon PPM umbenannt und im Juni 2022  in Hexagon Asset Lifecycle Intelligence.

## Plant Design System / SmartPlant & SmartMarine
Plant Design System (PDS) ist ein von Intergraph zuerst auf Unix basierenden Rechnern im Jahre 1984 eingeführtes Anlagenplanungssystem (also eine CAD-Anwendung für den Anlagenbau). Mit dieser Engineering-Software ist es möglich, schnell und einfach große Industrieanlagen zu planen. Die Software verfügt über folgende Möglichkeiten: Verfahrensschemata intelligent zeichnen (Schematics Environment), Übernahme in eine 3D-Planungslandschaft mit den Features Maschinenbau (Equipment Modeling), Stahlbau (FrameWorks Environment), Rohrleitungsplanung (Piping Designer), Kabeltrassen und Elektronikplanung (Electrical Raceway Environment) und automatisches Generieren von 2D-Ableitungen (Drawing Manager + Isomatric Drawing Manager). PDS wurde später auf Windows-NT-3.5-Maschinen portiert.
SmartPlant Enterprise und SmartMarine Enterprise sind zwei modular aufgebaute Nachfolge-Lösungen, die sich in unterschiedliche Komponenten untergliedern:
- 3D-Modellierung und -Visualisierung – Ermöglicht die optimale Nutzung von vorhandenem Wissen, hochwertige und einheitliche Entwürfe sowie die globale Nutzung von bewährten Verfahren.
- Informationsmanagement – Bietet ein ganzheitliches Konzept für die elektronische Erzeugung, Speicherung und Verwaltung von Konstruktionsdaten über den gesamten Lebenszyklus.
- Engineering und Schemata – Deckt das Anlagen-Front-End und die Detailplanung bezüglich Anlagenkonfigurationen, Kontrollsystemen und Energieversorgung ab.
- Beschaffung, Fertigung und Bau – Deckt die gesamte Spannbreite in der Projektausführung ab, vom Engineering über die Beschaffung und Überwachung bis hin zur Konstruktion.
- Analyse – Verbindet Anlagenentwurf und Konstruktionsanalyse mit Lösungen zur Anlagenanalyse, die exakte und zuverlässige Ergebnisse liefern.
- Branchenlösungen für Anlagenbesitzer/-betreiber

Ein Konkurrenzprodukt ist Plant Design Management System (PDMS) von AVEVA.
Im deutschsprachigen Raum wird die Anwendung von zahlreichen Großkonzernen bis zu kleinen Ingenieurbüros eingesetzt.
In diesem Softwaresegment findet jährlich eine Anwenderkonferenz namens CEGUG statt.

## GeoMedia
GeoMedia ist ein, ursprünglich von Intergraph 1997 eingeführtes Geoinformationssystem (GIS) von Hexagon. GeoMedia bezeichnet eine umfassende Software-Produktfamilie, hauptsächlich unterteilt in Desktop-GIS (GeoMedia und GeoMedia Professional) und Web-GIS (GeoMedia WebMap und GeoMedia WebMap Professional). Zudem existieren weitere GeoMedia-Lösungen zu kommunalen Fragestellungen, Gelände-/Höhenmodellverarbeitung, Verarbeitung von Raster- und Vektordateien etc. und schließlich GeoMedia Plus mit starker CAD-Komponente.
Im deutschsprachigen Raum wird die GeoMedia-Software von zahlreichen Landesverwaltungen, Kommunen, Unternehmen und Universitäten verwendet. Kunden sind etwa die Deutsche Bahn, verschiedene EVUs der E.ON-Konzerngruppe, RWE, die Bundeswehr, die Bayerischen Polizei, Edeka, die Bayerischen Sparkassen, Industrieparks wie Infraserv Höchst und Bayer AG, bis hin zu Groß-, Mittel-, Kleinstädten und Gemeinden.